# Typhlarmadillidium trebinjanum
Typhlarmadillidium trebinjanum là một loài chân đều trong họ Armadillidiidae. Loài này được Verhoeff miêu tả khoa học năm 1900.